# Wander Wildner
Wanderley Luiz Wildner (Venâncio Aires, 20 de setembro de 1959), mais conhecido como Wander Wildner, é um cantor e compositor brasileiro.
Ficou conhecido como vocalista dos Replicantes, que teve grande importância no punk rock nacional dos anos 80, se tornando um verbete obrigatório da enciclopédia virtual do rock.
Em 1995, iniciou uma bem sucedida carreira solo, se tornando o Rei do Punkbrega.

## Biografia
Filho de alemães, participou em dois períodos de uma das mais influentes bandas de punk rock do Rio Grande do Sul, Os Replicantes.
Iniciou sua carreira solo fazendo versões de músicas, posteriormente passou a compor suas próprias canções. Lançou seu primeiro disco solo em 1996, intitulado Baladas Sangrentas, produzido por Tom Capone para o selo Fora da Lei.
Teve algumas de suas canções regravadas por Ira!, Osvaldir & Carlos Magrão e Lilian Knapp.
Em 2005, participou da gravação do projeto Acústico MTV: Bandas Gaúchas, que reuniu também as bandas Bidê ou Balde, Cachorro Grande e Ultramen.
Em abril de 2012, se apresenta no palco Butantã do Lollapalooza Brasil, em São Paulo.
Desde março de 2020, quando ficou impossibilitado de fazer shows, percebeu que precisava iniciar uma nova fase em sua vida e embarcou num intenso processo criativo. Articulou o programa WanWanShow, em seu canal no YouTube, escreveu e lançou seu primeiro livro, "Aventuras de Um Punkbrega", e compôs as canções para o seu décimo terceiro álbum, Coração Selvagem, lançado em setembro de 2021.
Em 2022, Wander lançou sua segunda obra literária, "Canções Iluminadas de Amor."

## Discografia

### Os Replicantes
- (1986) O Futuro é Vortex
- (1987) Histórias de Sexo & Violência
- (1989) Papel de Mau
- (1996) Os Replicantes ao Vivo (ao vivo)
- (2003) Go Ahead (coletânea)
- (2004) Os Replicantes em Teste
- (2006) Old School Veterans Braziliasta (coletânea)

### Carreira solo
- (1996) Baladas Sangrentas
- (1999) Buenos Dias!
- (2001) Eu Sou Feio... Mas Sou Bonito!
- (2004) Paraquedas do Coração
- (2005) Acústico MTV: Bandas Gaúchas (ao vivo; com Bidê ou Balde, Cachorro Grande e Ultramen)
- (2008) La Canción Inesperada
- (2010) Caminando y Cantando
- (2013) Mocochinchi Folksom
- (2015) Existe Alguém Aí?
- (2021) Coração Selvagem

### DVDs

#### Os Replicantes
- (2006) Go Ahead: A Primeira Tour na Europa a Gente Nunca Esquece

#### Carreira solo
- (2005) Acústico MTV: Bandas Gaúchas (com Bidê ou Balde, Cachorro Grande e Ultramen)
- (2009) Aventuras de Um Punkbrega
- (2011) Rodando el Mundo

## Prêmios e indicações

### Prêmio Açorianos
| Ano  | Categoria              | Indicação             | Resultado |
| ---- | ---------------------- | --------------------- | --------- |
| 1999 | Disco de Pop/Rock      | Buenos Dias!          | Indicado  |
| 2008 | Intérprete de Pop/Rock | Wander Wildner        | Venceu    |
| 2008 | Disco de Pop/Rock      | La Canción Inesperada | Indicado  |
| 2013 | Compositor de Pop      | Wander Wildner        | Indicado  |
| 2013 | Álbum Pop              | Mocochinchi Folksom   | Indicado  |